# Communauté de communes de la juridiction de Saint-Émilion
La communauté de communes de la juridiction de Saint-Émilion  est une ancienne structure intercommunale française, située dans le département de la Gironde et la région Aquitaine.

## Composition
La communauté de communes de la juridiction de Saint-Émilion était composée des huit communes suivantes :
- Saint-Émilion
- Saint-Sulpice-de-Faleyrens
- Vignonet
- Saint-Christophe-des-Bardes
- Saint-Étienne-de-Lisse
- Saint-Laurent-des-Combes
- Saint-Pey-d'Armens
- Saint-Hippolyte

## Historique
Le 1er janvier 2013, elle fusionne avec  la communauté de communes du Lussacais pour former la communauté de communes du Grand Saint-Émilionnais qui compte 22 communes.